# Civitella Marittima
Civitella Marittima è una frazione del comune sparso di Civitella Paganico, di cui costituisce il capoluogo comunale, nella provincia di Grosseto, in Toscana.

## Geografia fisica
Il borgo è situato in cima ad un'altura che si affaccia sul paesaggio circostante, a nord di Paganico, ed è raggiungibile dalla Strada statale 223 che collega Grosseto e Siena.

## Storia
La località era stata occupata già da un insediamento etrusco, mentre l'attuale abitato nacque verso l'anno 1000. Fu in possesso della famiglia Ardengheschi, e fu il centro principale del territorio sotto il loro controllo. Passò quindi a Siena (metà del XIV secolo) e con Siena, alla metà del XVI secolo al Granducato di Toscana.

## Monumenti e luoghi d'interesse

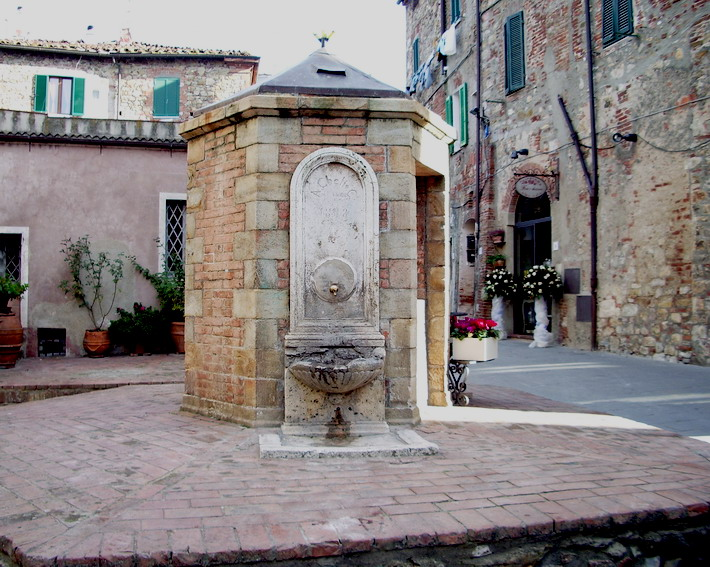
Il pozzo nel centro storico

### Architetture religiose
- Chiesa di Santa Maria in Montibus, chiesa parrocchiale della frazione, allo stato attuale risulta essere frutto delle trasformazioni ottocentesche, ma conserva il campanile esterno del XVII secolo.
- Oratorio della Misericordia, sorto nel XVI secolo, ma integralmente restaurato nel corso del XVIII secolo.
- Chiesa di San Materno, poco fuori dal paese, si tratta di un'antica chiesa attestata al 1143.
- Abbazia di San Lorenzo al Lanzo, nota anche come Badia Ardenghesca, nei dintorni di Civitella Marittima presso il torrente Lanzo.
- Pieve di Santa Maria de' Monti, ruderi di un'antica pieve medievale, a sud-est di Civitella Marittima.

### Architetture civili
- Palazzo Franceschini, edificato nel corso del XV secolo, in passato sede del Municipio.
- Palazzo Pecci, risalente al XVI secolo, nei pressi di Porta Piccina.
- Pozzo di Civitella Marittima
- Scale Sante, sede secondo la leggenda dell'apparizione dei santi patroni del paese, che salvarono gli abitanti da una terribile epidemia di peste.

### Architetture militari
- Mura di Civitella Marittima: fortificazioni medievali che in alcuni punti vennero costruite sui resti delle preesistenti mura etrusche. Lungo le mura perimetrali si è conservata parzialmente soltanto una delle originarie porte di accesso al borgo, denominata Porta Piccina.

## Società

### Evoluzione demografica
Quella che segue è l'evoluzione demografica della frazione di Civitella Marittima. Sono indicati gli abitanti dell'intera frazione e dove è possibile è messa tra parentesi la cifra riferita al solo capoluogo di frazione.
Dal 1991 sono contati da Istat solamente gli abitanti del centro abitato, non della frazione.
| Anno | Abitanti | Abitanti       |
| Anno | Frazione | Centro abitato |
| ---- | -------- | -------------- |
| 1640 | 530      | -              |
| 1745 | 153      | -              |
| 1833 | 602      | -              |
| 1845 | 568      | -              |
| 1921 | 1 490    | -              |
| 1931 | 1 742    | -              |
| 1961 | 1 569    | 870            |
| 1981 | 1 096    | 656            |
| 1991 | -        | 541            |
| 2001 | -        | 517            |
| 2011 | -        | 529            |

## Cultura

### Eventi
Nel periodo estivo vi si tiene la manifestazione  "Civitella in Musica", appuntamento culturale, musicale e gastronomico, con particolare attenzione rivolta al rock progressivo, che ha visto fra i suoi ospiti artisti quali i Nomadi, Edoardo Bennato, Massimo Bubola, Gian Piero Alloisio, I Giganti, Shel Shapiro, Fish, gli Osanna, Le Orme, ma anche tanti giovani al loro esordio.

## Infrastrutture e trasporti
La frazione di Civitella Marittima è servita da uno svincolo sulla strada europea E78 Grosseto-Fano, nel tratto tra le città di Grosseto e di Siena, costituito dalla strada statale 223 di Paganico.